# Bergamo (cognome)
Bergamo è un cognome di lingua italiana.

## Varianti
Bergami, Bergamaschi, Bergamelli, Bergamin, Bergamini.

## Origine e diffusione
Il cognome "Bergamo" ha origini che possono essere ricondotte a due principali fonti. La prima è il toponimo lombardo Bergamo, città situata in Lombardia. La seconda possibile origine è il toponimo Pergamo, un'importante città dell'impero bizantino situata in Turchia.
In italia vi sono circa 3000 famiglie che portano il cognome "Bergamo". È particolarmente diffuso nelle Tre Venezie.